# Landkreis Hildburghausen

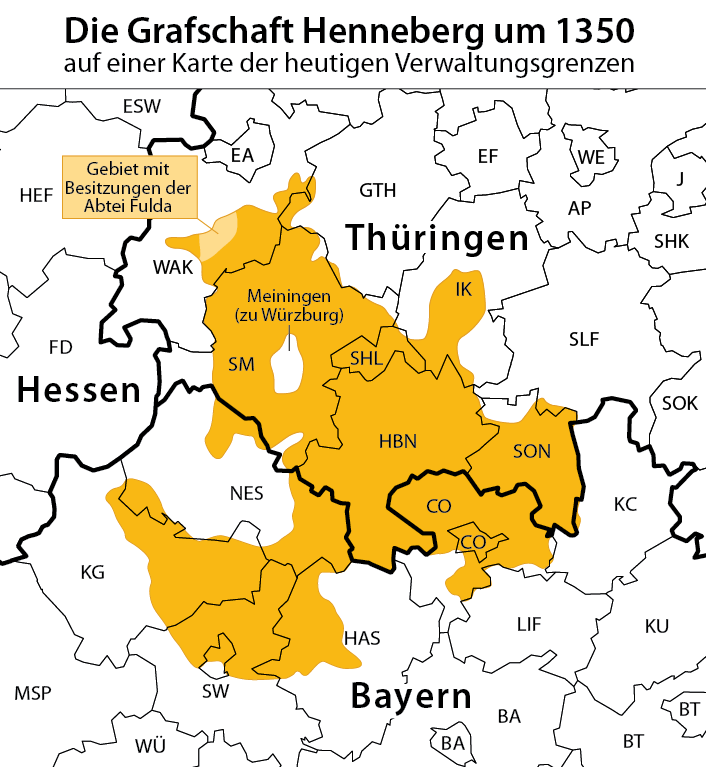
Henneberg rond 1350

Landkreis Hildburghausen is een Landkreis in de Duitse deelstaat Thüringen. De Landkreis telt 62.656 inwoners (31 december 2020) op een oppervlakte van 937,38 km². Kreisstadt is de gelijknamige stad.

## Steden en gemeenten
¹ Deelnemende gemeente in een Verwaltungsgemeinschaft
² Vervullende gemeente
| Steden - Bad Colberg-Heldburg ¹ - Eisfeld ² (vervullende gemeente voor Sachsenbrunn) - Hildburghausen - Römhild ¹ - Schleusingen ² (vervullende gemeente voor St. Kilian) - Themar - Ummerstadt ¹ | Gemeenten - Auengrund ² (vervullende gemeente voor Brünn) - Brünn/Thür. (gemeente Auengrund ³) - Masserberg - Nahetal-Waldau - Sachsenbrunn (stad Eisfeld ³) - Schleusegrund - St. Kilian (gemeente Schleusingen ³) - Veilsdorf |

Verwaltungsgemeinschaften
| Verwaltungsgemeinschaft Feldstein 1. Ahlstädt 2. Beinerstadt 3. Bischofrod 4. Dingsleben 5. Ehrenberg 6. Eichenberg 7. Grimmelshausen 8. Grub 9. Henfstädt 10. Kloster Veßra 11. Lengfeld 12. Marisfeld 13. Oberstadt 14. Reurieth 15. Schmeheim 16. St. Bernhard Bestuurszetel is Themar, dat zelf niet tot de VG Feldstein behoort. | Verwaltungsgemeinschaft Heldburger Unterland 1. Bad Colberg-Heldburg, stad, bestuurszetel 2. Gompertshausen 3. Hellingen 4. Schlechtsart 5. Schweickershausen 6. Straufhain 7. Ummerstadt, stad 8. Westhausen |

## Demografie
| Peildatum             | 31.12.2009 | 31.12.2010 | 31.12.2011 | 31.12.2012 | 31.12.2013 | 31.12.2014 | 31.12.2015 | 31.12.2016 | 31.12.2017 | 31.12.2018 |            |
| --------------------- | ---------- | ---------- | ---------- | ---------- | ---------- | ---------- | ---------- | ---------- | ---------- | ---------- | ---------- |
| Inwoners              | 67.816     | 67.007     | 66.007     | 65.540     | 65.032     | 64.673     | 64.524     | 64.330     | 63.923     | 63.553     |            |
| Buitenlanders         | 1.228      | 1.243      | 669        | 688        | 715        | 906        | 1.249      | 1.702      | 1.840      | 2.087      |            |
| Aandeel buitenlanders | 1,8%       | 1,9%       | 1,0%       | 1,0%       | 1,1%       | 1,4%       | 1,9%       | 2,6%       | 2,9%       | 3,3%       |            |
| Peildatum             | 31.12.1998 | 31.12.1999 | 31.12.2000 | 31.12.2001 | 31.12.2002 | 31.12.2003 | 31.12.2004 | 31.12.2005 | 31.12.2006 | 31.12.2007 | 31.12.2008 |
| Inwoners              | 74.720     | 74.167     | 73.839     | 73.246     | 72.769     | 72.000     | 71.521     | 71.022     | 70.210     | 69.425     | 68.596     |
| Buitenlanders         | 1.160      | 1.100      | 1.146      | 1.190      | 1.225      | 1.212      | 1.318      | 1.348      | 1.297      | 1.255      | 1.249      |
| Aandeel buitenlanders | 1,6%       | 1,5%       | 1,6%       | 1,6%       | 1,7%       | 1,7%       | 1,8%       | 1,9%       | 1,8%       | 1,8%       | 1,8%       |

Steden: Bad Colberg-Heldburg · Eisfeld · Hildburghausen · Römhild · Schleusingen · Themar · Ummerstadt

Verwaltungsgemeinschaften: Feldstein · Heldburger Unterland

Overige gemeenten: Ahlstädt · Auengrund · Beinerstadt · Bischofrod · Brünn/Thür. · Dingsleben · Ehrenberg · Eichenberg · Gompertshausen · Grimmelshausen · Grub · Hellingen · Henfstädt · Kloster Veßra · Lengfeld · Marisfeld · Masserberg · Oberstadt · Reurieth · Schlechtsart · Schleusegrund · Schmeheim · Schweickershausen · St. Bernhard · Straufhain · Veilsdorf · Westhausen